# Guldenberg (bier)
Guldenberg is een Belgisch abdijbier van hoge gisting.
Het bier wordt gebrouwen in Brouwerij De Ranke te Dottenijs in Henegouwen. Dit is het eerste bier van de brouwerij sinds 1994 gebrouwen, eerst bij Brouwerij Deca te Woesten en sinds 2005 in de eigen brouwinstallaties. Het bier verwijst naar de voormalige Guldenbergabdij voor kloosterzusters te Wevelgem.

Het is een donkerblond bier met een alcoholpercentage van 8,0%.